# فرانس پرشون
فرانس پرشون (انگلیسی: Frans Persson; ۶ دسامبر ۱۸۹۱ – ۱۳ ژانویهٔ ۱۹۷۶) ژیمناست هنری اهل سوئد بود.